# Национальный университет «Черниговская политехника»
Национальный университет «Черниговская политехника» (укр. Національний університет «Чернігівська політехніка») — высшее учебное заведение технического профиля в городе Чернигов, основанное в 1960 году.

## История
11 марта 1960 года в Чернигове был создан общетехнический факультет Киевского политехнического института с заочной формой обучения, согласно приказу Министерства ВССО УССР от 11 марта 1960 года.
Первый учебный год начался 1 сентября 1960 года. Приём студентов на 1-й курс составил 175 человек. Количество преподавателей — 20. Деканом факультета был Калита Евгений Григорьевич. Благодаря промышленным предприятиям области и поддержке КПИ создавались необходимые для учебного процесса кабинеты и лаборатории. Для факультета был выделен Дом губернатора — исторический памятник полезной площадью более чем 1,5 тыс. м². Началось строительство нового корпуса и общежития для студентов. Первый приём на дневную форму обучения по трём специальностям был осуществлён в 1962—1963 учебный год и составил 150 студентов.
1 сентября 1965 года, согласно приказу Министерства высшего и среднего специального образования УССР, общетехнический факультет Киевского политехнического института был реорганизован в Черниговский филиал Киевского политехнического института, состоящий из трёх факультетов: механического, технологического и вечернего. Директором филиала был назначен декан общетехнического факультета Евгений Калита.
Численность студентов в 1966—1967 учебном году составила 1100 человек. В 1988—1989 учебном году на 15 кафедрах работало 126 преподавателей, в том числе 13 докторов и профессоров, 70 кандидатов наук, доцентов. Фонд библиотеки составляет свыше 210 тысяч единиц хранения. Филиал имеет вычислительный центр на 41 рабочее место. Учёные филиала проводили научно-исследовательские, технологические, проектно-конструкторские разработки для многих предприятий страны с различных отраслей народного хозяйства. В 1988—1989 учебном году количество студентов составило 2000 человек. К концу 1980-х годов в филиале подготовлено свыше 10 тысяч специалистов.
В 1991 году постановлением Кабинета министров Украины № 193 от 10 сентября 1991 года на базе Черниговского филиала КПИ создан Черниговский технологический институт. Ректором института был назначен доктор технических наук, профессор Денисов Александр Иванович. План приёма в институт составлял 490 человек, а на 1991—1992 учебный год — 1 919 человек.
В 1994 году, исходя из реальных возможностей и перспектив выживания в условиях переходного периода после обретения Украиной независимости, был создан инженерно-экономический факультет. В 1994 году было проведено лицензирование и аккредитация вуза, вследствие чего он получил IV уровень аккредитации.
В июле 1999 года постановлением Кабинета Министров Украины № 1372 от 29 июля 1999 года на базе Черниговского технологического института создан Черниговский государственный технологический университет.
В 2011 к университету был присоединён Черниговский государственный институт права, социальных технологий и труда, который с 2014 стал называться Учебно-научным институтом права и социальных технологий.
В 2013 году университет получил звание национального и стал называться Черниговский национальный технологический университет.
В 2014 году к ЧНТУ присоединился Черниговский государственный институт экономики и управления, который стал называться Учебно-научным институтом экономики.
10 декабря 2019 года университет переименовано в Национальный университет «Черниговская политехника».

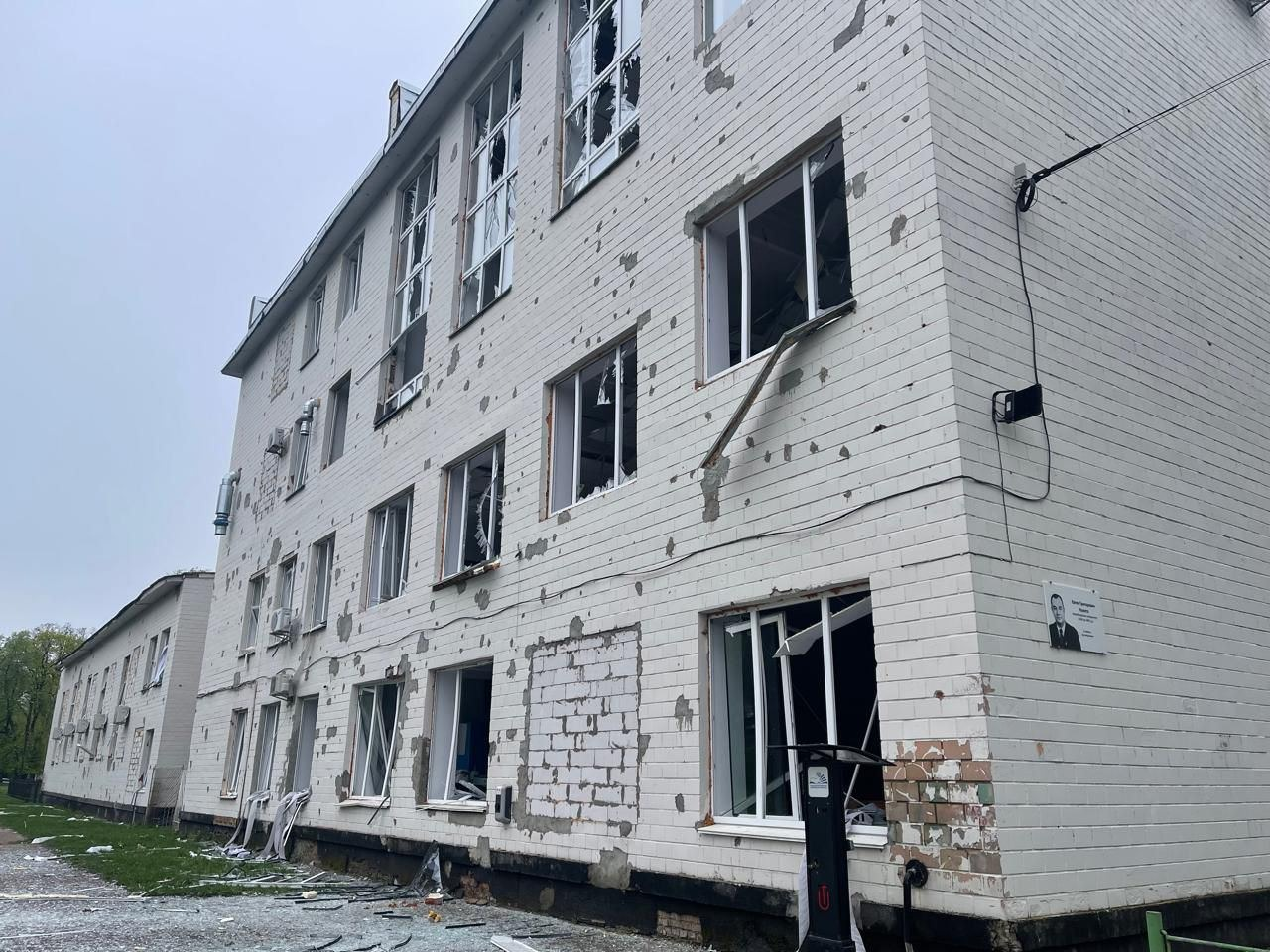
Корпус университета после удара по Чернигову 17 апреля 2024 года

14 марта 2022 года во время осады Чернигова здание университета было повреждено обстрелом из тяжёлой артиллерии российскими войсками.
Удар по Чернигову 17 апреля 2024 года повредил центральный корпус Черниговской политехники. 

## Структура
Национальный университет «Черниговская политехника» состоит из 9 факультетов, 47 кафедр, центра последипломного образования и повышения квалификации, аспирантуры и докторантуры, научно-технической библиотеки, редакционно-издательского отдела и центра довузовской подготовки. В состав университета также входят Колледж экономики и технологий и Колледж транспорта и компьютерных технологий.
Основные подразделения:
Учебно-научный институт экономики — до 2014 года самостоятельное учебное заведение (Черниговский государственный институт экономики и управления)
Учебно-научный институт права и социальных технологий — до 2011 года самостоятельное учебное заведение (Черниговский государственный институт права, социальных технологий и труда)
Учебно-научный институт механической инженерии, технологий и транспорта
Учебно-научный институт электронных и информационных технологий
Учебно-научный институт бизнеса, природопользования и туризма
Учебно-научный институт менеджмента, пищевых технологий и торговли
Учебно-научный институт архитектуры, дизайна и геодезии

Ученый совет
Колледжи
Колледж экономики и технологий — до 2011 года самостоятельное учебное заведение (Черниговский коммерческий техникум)
Колледж транспорта и компьютерных технологий — до 2014 года самостоятельное учебное заведение (Черниговский радиотехнический техникум)
Центр последипломного образования и повышения квалификации
Аспирантура и докторантура
Научная библиотека
Редакционно-издательский отдел
Центр довузовской подготовки